# خافيير كاردونا
خافيير كاردونا (بالإنجليزية: Javier Cardona)‏ هو لاعب كرة قاعدة أمريكي، ولد في 15 سبتمبر 1975 في سانتورس ‏ في الولايات المتحدة.

## وصلات خارجية
- خافيير كاردونا على موقعبيزبول رفرنس.كوم (الدوري الرئيسي) (الإنجليزية)
- خافيير كاردونا على موقع مشجعي الرسوم البيانية (الإنجليزية)